# Валь-д'Альба
Валь-д'Альба, Ла-Валь-д'Алба (ісп. Vall d'Alba (офіційна назва), валенс. La Vall d'Alba) — муніципалітет в Іспанії, у складі автономної спільноти Валенсія, у провінції Кастельйон. Населення — 2954 особи (2010).

## Географія
Муніципалітет розташований на відстані близько 310 км на схід від Мадрида, 20 км на північ від міста Кастельйон-де-ла-Плана.
На території муніципалітету розташовані такі населені пункти: (дані про населення за 2010 рік)
- Ла-Барона: 216 осіб
- Мас-де-Кампос: 86 осіб
- Мас-де-Чоліто: 105 осіб
- Мас-де-ла-Матіса: 46 осіб
- Мас-де-ла-Обрера: 80 осіб
- Мас-де-ла-Сена: 35 осіб
- Мас-де-Роурес: 51 особа
- Мас-дель-Курро: 78 осіб
- Монтальба: 138 осіб
- Ла-Пелечанета: 129 осіб
- Лес-Рамблельєс: 54 особи
- Валь-д'Альба: 1936 осіб

## Демографія
Динаміка населення (INE ):